# شونبرگ (راینلاند-فالتس)
شونبرگ (به آلمانی: Schönberg) یک شهر در آلمان است که در برنکاستل-ویتلیش واقع شده‌است. شونبرگ ۲۳۱ نفر جمعیت دارد.